# Дигильин (провинция)
Дигильин  (исп. Provincia de Diguillín) — провинция в Чили в составе области Ньюбле.
Включает в себя 9 коммун.
Территория — 5230 км². Население — 319 809 человек (2017). Плотность населения — 61.15 чел./км².
Административный центр — Бульнес.

## География
Провинция расположена на юге области Ньюбле.
Провинция граничит:
- на севере — провинция Пунилья;
- на востоке — провинция Неукен (Аргентина);
- на юге — провинция Био-Био;
- на западе — провинция Консепсьон;
- на северо-западе — провинция Итата.

## Демография
Согласно сведениям, собранным в ходе переписи 2017 г. Национальным институтом статистики (INE),  население провинции составляет:
| Полное население                            | Полное население                            | Полное население                            | Полное население                            | Полное население                            | 319 809 |
| ------------------------------------------- | ------------------------------------------- | ------------------------------------------- | ------------------------------------------- | ------------------------------------------- | ------- |
| в том числе:                                | Городское население                         | 254 562                                     | Процент городского населения, %             | 79.60                                       |         |
|                                             | Сельское население                          | 65 247                                      | Процент сельского населения, %              | 20.40                                       |         |
|                                             | Мужское население                           | 153 518                                     | Процент мужского населения, %               | 48.00                                       |         |
|                                             | Женское население                           | 166 291                                     | Процент женского населения, %               | 52.00                                       |         |
| Плотность населения, чел/км²                | Плотность населения, чел/км²                | Плотность населения, чел/км²                | Плотность населения, чел/км²                | Плотность населения, чел/км²                | 61.15   |
| Население провинции в % к населению области | Население провинции в % к населению области | Население провинции в % к населению области | Население провинции в % к населению области | Население провинции в % к населению области | 66.54   |

## Административное деление
Провинция включает в себя 9 коммун:
1. Бульнес, административный центр — Бульнес.
2. Чильян, административный центр — Чильян.
3. Чильян-Вьехо, административный центр — Чильян-Вьехо.
4. Эль-Кармен, административный центр — Эль-Кармен.
5. Пемуко, административный центр — Пемуко.
6. Пинто, административный центр — Пинто.
7. Кильон, административный центр — Кильон.
8. Сан-Игнасио, административный центр — Сан-Игнасио.
9. Юнгай, административный центр — Юнгай.